# Теплоэлектропроект
«Теплоэлектропрое́кт» — научно-исследовательский и проектно-изыскательский институт, первый институт в России, занимающийся проектированием объектов теплоэнергетики. Основан в Москве 20 октября 1918 года решением первой сессии Центрального электротехнического совета ВСНХ о создании Бюро по проектированию первых районных электрических станций на торфе и подмосковном угле (Проектное бюро) в составе Отдела электротехнических сооружений Электростроя. В советское время в составе института были отделения в Москве, Ленинграде, Свердловске, Новосибирске, Горьком, Томске, Ташкенте, Киеве, Харькове, Львове, Ростове, Риге.
В тематике института следующие услуги по комплексному проектированию тепловых электростанций:
- разработка обоснования инвестиций для строительства;
- выполнение инженерных изысканий на площадке строительства;
- разработка проектной документации и участие в согласовании её в надзорных и экспертирующих органах;
- разработка рабочей документации для строительства;
- инжиниринговые услуги по конкретным инженерно-техническим проблемам (перевод на другие виды топлива, модернизация систем управления электростанцией, модернизация систем водоподготовки, модернизация оборудования для предотвращения загрязнения окружающей среды, экспертиза разработанных другими организациями проектов, авторский надзор на площадке строительства).

По проектам института были построены крупные энергетические объекты в СССР и ряде зарубежных стран: 
- По утверждённому 23 ноября 1948 года техническому заданию, был создан инновационный проект Черепетской ГРЭС[1].
- Киевским отделением в 1965—1966 годах были проведены изыскания, а Уральским отделением в 1967 году было выполнено проектное задание на строительство первой очереди Чернобыльской АЭС.
- Рижским отделением организации был разработан проект Печорской ГРЭС, включавший в себя шесть энергоблоков мощностью 210 МВт каждый. Строительство станции началось в январе 1974 года[2].
- По утверждённому 8 октября 1977 года техническому заданию, был создан проект Харанорской ГРЭС[3].
- В 1977—79 годах — разработка проекта Балаковской АЭС, ранее было проведено технико-экономическое обоснование строительства станции[4].

Институт Теплоэлектропроект награждён орденом Ленина (1962) и орденом Октябрьской Революции (1974). Институт публиковал «Труды Теплоэлектропроекта».